# Kopfschuss
 Der er for få eller ingen kildehenvisninger i denne artikel, hvilket er et problem. Du kan hjælpe ved at angive troværdige kilder til de påstande, som fremføres i artiklen.

Kopfschuss (da. Hovedskud) er det andet album fra det tyske industri-metal-band Megaherz.
Det første nummer "Liebestöter", har også været det mest populære. Albummet indeholder en coverversion af en Falcos numre – "Rock Me, Amadeus". Med nummeret "Rappunzel" på dette album, fortsætter gruppen deres tendens med at have en sang per album baseret på et eventyr.
Albummet blev genudgivet i USA i 2005 som II (læses som "To") med pistolen fjernet fra albumcoveret.

## Numre
| Kopfschuss | Kopfschuss         | Kopfschuss | Kopfschuss | Kopfschuss | Kopfschuss | Kopfschuss | Kopfschuss | Kopfschuss | Kopfschuss |
| #          | Titel              | Længde     |            |            |            |            |            |            |            |
| ---------- | ------------------ | ---------- | ---------- | ---------- | ---------- | ---------- | ---------- | ---------- | ---------- |
| 1.         | "Liebestöter"      | 4:51       |            |            |            |            |            |            |            |
| 2.         | "Kopfschuss"       | 4:19       |            |            |            |            |            |            |            |
| 3.         | "Herz aus Stein"   | 4:04       |            |            |            |            |            |            |            |
| 4.         | "Miststück"        | 3:30       |            |            |            |            |            |            |            |
| 5.         | "Burn"             | 1:37       |            |            |            |            |            |            |            |
| 6.         | "Rappunzel"        | 3:58       |            |            |            |            |            |            |            |
| 7.         | "Blender"          | 4:19       |            |            |            |            |            |            |            |
| 8.         | "Jordan"           | 3:39       |            |            |            |            |            |            |            |
| 9.         | "Freiflug"         | 4:58       |            |            |            |            |            |            |            |
| 10.        | "Meine Sünde"      | 3:39       |            |            |            |            |            |            |            |
| 11.        | "Teufel"           | 5:00       |            |            |            |            |            |            |            |
| 12.        | "Schizophren"      | 3:34       |            |            |            |            |            |            |            |
| 13.        | "Rock Me, Amadeus" | 3:26       |            |            |            |            |            |            |            |
| 14.        | "Liebestöter"      | 4:26       |            |            |            |            |            |            |            |
| 55:24      |                    |            |            |            |            |            |            |            |            |